# NGC 416
NGC 416 ist ein offener Sternhaufen in der 200.000 Lichtjahre entfernten kleinen Magellanschen Wolke im Sternbild Tukan. Das Alter des Haufens wird auf 2,5 Milliarden Jahre geschätzt.
Das Objekt wurde am 5. September 1826 vom schottischen Astronomen James Dunlop entdeckt.